# Radiojournalismus
Radiojournalismus bzw. Radio-Journalismus oder Hörfunkjournalismus bezeichnet eine Form des Journalismus, die über das Radio übertragen wird.

## Besonderheiten
Journalistische Beiträge im Radio werden meist in Nachrichtensendungen live („On Air“) ausgestrahlt, die zu festen Uhrzeiten erscheinen und oft durch musikalische Beiträge beendet oder unterbrochen werden. Visuelle Inhalte können nicht dargestellt werden und es können nur auditive Inhalte übermittelt werden.
Die Beiträge werden mithilfe eines vorher verfassten Skripts von einem oder mehreren Sprechern in einem Tonstudio mit Schalldämmung aufgenommen. Heute unterstützt spezielle Computer-Software die Radio-Moderatoren beim Vortragen und Gestalten der Radiosendungen. Oft werden auch Gäste eingeladen oder es kommt zu einer Unterhaltung zwischen den Moderatoren über das Thema.
Besondere Nachrichtenformate, die im Fernsehen und anderen Medien weniger erfolgreich sind, sind Verkehrs- und Staumeldungen für Autofahrer und Besprechungen von Musik-Veröffentlichungen (Musikjournalismus).
Aufnahmen von Radiosendungen („Airchecks“) dienen auch zur Analyse und Optimierung von Radiosendungen und deren Inhalten. Aus rechtlichen Gründen schneiden alle deutschen Hörfunksender ihre Programme mit.
Radioformate werden unterteilt in Begleitprogramme, die überwiegend parallel, unregelmäßig und wenig konzentriert verfolgt werden und Einschaltprogramme, die eine feste konzentrierte Stammhörerschaft haben. Radiosender, die überwiegend Nachrichten ausstrahlen und weitgehend auf Musik verzichten werden auch Nachrichtenradio genannt.

## Journalistische Formate im Radio
- Radio-Feature: Hierbei handelt es sich um ein nicht-fiktionales Hörfunk-Genre, das Elemente aus den Bereichen Dokumentation, Reportage und Hörspiel vereint und so den Zuhörer über ein Geschehen informiert.
- Gebauter Beitrag: Hierbei trägt der Autor einen geschriebenen Text vor, der mit anderen akustischen Quellen gemischt wird. Er ist vergleichbar mit dem Bericht.
- Talkradio: In diesem Hörfunkformat werden meistens Gespräche über politische und gesellschaftliche Themen, Nachrichten im Allgemeinen oder Lebenshilfe geführt. In der Regel finden direkt übertragene Gespräche mit Studiogästen, den Moderatoren und/oder anrufenden Zuhörern statt, wobei in letzterem Fall auch von Call-in-Sendungen als Form der Hörerbeteiligung gesprochen wird. Das Format ist vergleichbar mit der Talkshow im Fernsehen. Bei einem Interview beschränkt sich das Gespräch auf Reporter und eine Person mit besonderem Interesse für das Programm.
- Vox Pop: Dieses Format bezeichnet die Befragung von Passanten.
- Magazinsendung: Magazinsendungen werden in regelmäßiger Folge, meist im Wochenrhythmus, ausgestrahlt und sind einem bestimmten Themengebiet zugeordnet. Nach dem Vorbild der Printmedien, bei denen Nachrichtenmagazine oder Wirtschaftsmagazine dominieren, soll auch den Hörern der elektronischen Medien eine regelmäßige Zusammenstellung an Informationen aus einem bestimmten Themenbereich geboten werden. Die bekanntesten Typen dieser Sendungsform sind politische Magazine, Wirtschaftsmagazine, Kulturmagazine und Regionalmagazine. Magazine bieten meist mehr journalistische Freiheiten als ein klassisches Nachrichtenformat.
- Nachrichtenbeitrag: Bezeichnet die klassischen Nachrichten, die von einem oder mehreren Moderatoren vorgetragen werden.
- Stau- und Unfallmeldung: Besonders für das Autoradio strahlen viele Radiosender regelmäßig Stau- und Unfallmeldungen aus, um Autofahrer über die aktuelle Verkehrslage zu informieren.
- Live-Berichterstattung von Events z. B. von Fußballspielen
- Reportage: Eine Reportage bezeichnet einen Bericht, der die Wahrnehmung eines Reporters vor Ort, der sich mit einem Thema befasst, wiedergibt.
- Dokumentation: Eine Dokumentation gibt ein Thema aus mehreren Perspektiven wieder.
- Glosse: Eine Glosse ist eine knappe und kritische Meinungsäußerung zu einem bestimmten Thema.
- Radio-Comedy: Radio-Comedy bezeichnet eine hörfunkspezifische Form der Comedy, die sich an journalistischen Beiträgen aus dem Radio-Programm anlehnt. So können beispielsweise parodierte Interviews, Stimmen bzw. Musikstücke oder O-Ton-Collagen für humoristische Zwecke eingesetzt werden.
- Kompaktsendungen: Nachrichten werden in wenigen Minuten zusammengefasst.
- Kulturbericht und Kritiken (Kulturradio): In dem Radioformat wird sich mit einem Kulturerreignis- oder Produkt kritisch auseinandergesetzt und darüber berichtet.[2]
- News Teasing/Programm-Promotion: Beschreibt die Ankündigung von bevorstehenden Nachrichten, die zum Beispiel nach Abspielen eines Liedes oder einer Radiowerbung ausgestrahlt werden.[3]
- besondere Aktionen wie Radiospiele (zum Beispiel Rate- oder Wissensspiele)[4]

## Geschichte

### Anfänge
Durch das Aufkommen des Hörfunks in den 20er-Jahren entstanden auch erste journalistische Formate für das Medium. Dieses neue Medium veränderte die Art zu schreiben rasant, da das Radio in Echtzeit über aktuelle Ereignisse berichten konnte und zudem mittels Musik Zugang zu den Emotionen der Hörer hatte. Es entstanden erstmals auch neue Unterkategorien des Berufs des Journalisten, wie der Kommentator und der Moderator, sowie neue Darstellungsformen.
Der Radiojournalismus zählt zu den ersten Formaten im Rundfunk, der bereits in den 1920er-Jahren durch Live-Übertragungen und Nachrichtenmeldungen stattfand. Ab 1924 wurde die „Deutsche Stunde“ (als Vorläuferin des Bayerischen Rundfunks) aus Bayern gesendet. In den USA war der Rundfunk 1924 ungleich bedeutender; in diesem Jahr wurde erstmals die Antrittsrede des Präsidenten über Rundfunk ausgestrahlt. 1926 ging die Deutsche Welle GmbH auf Sendung, die später in Deutschlandsender umbenannt wurde.

### Nationalsozialismus und Propaganda
Mit der Reichssendung wurde von 1930 bis 1945 im Nationalsozialismus Propaganda auf die deutsche Bevölkerung ausgeführt. Die Reichssendung war ein wichtiges Sprachrohr der Nationalsozialisten, war aber nur eines von vielen Propagandamitteln im Rundfunk der Dritten Reiches. Die Nationalsozialisten nutzten die Massenmedien unmittelbar nach ihrer Machtergreifung für ihre Zwecke und schalteten den Rundfunk im Deutschen Reich gleich. Mit dem Slogan „Ganz Deutschland hört den Führer mit dem Volksempfänger“ vermarktete die Regierung den Volksempfänger VE 301. Mit einer Verordnung über außerordentliche Rundfunkmaßnahmen vom 1. September 1939, dem Tag des Beginns des Überfalls auf Polen, wurde im Deutschen Reich das Verbreiten der Nachrichten von abgehörten Feindsendern unter Strafe gestellt. Auch das Abhören von Radiosendern neutraler und mit Deutschland verbündeter Staaten war verboten. Die Reichsregierung setzte ab 1931 versuchsweise zahlreiche Störsender gegen feindliche Sender ein, diese führten aber beim Betrieb zu unliebsamen Störgeräuschen des Deutschlandsenders. Reichspropagandaminister Joseph Goebbels führte zum 1. Januar 1939 für den Reichsrundfunk die Bezeichnung Großdeutscher Rundfunk ein. Dieser sendete ab Juni 1940 ein nationalsozialistisches Einheitsprogramm für das ganze Deutsche Reich. Neben den offiziellen staatlichen Sendern der nicht von der Wehrmacht besetzten Länder strahlten Tarnsender „schwarze Propaganda“ aus. Diese bestand aus gezielter Desinformation. So betrieben die Briten ab 1943 den Soldatensender Calais (er strahlte aufs Festland) und den Deutschen Kurzwellensender Atlantik (er richtete sich an deutsche U-Boot-Besatzungen im Atlantik und Ärmelkanal). Seit Juli 1943 wurden in der Sowjetunion Radiosender betrieben, die zunächst vor allem als Mittel der psychologischen Kriegführung gegen die Wehrmacht gedacht waren.

### Nachkriegszeit
Das Programm wurde nach dem Kriegsende teilweise von den Alliierten übernommen. Mit der Gründung der DDR 1949 ging der Rundfunk in der Sowjetischen Besatzungszone komplett an die Staatspartei SED über. Der deutsche Dienst der BBC übernahm ab November 1945 die Aufgabe der Umerziehung und Propaganda gegen die Sowjets. In der Nachkriegszeit haben sich die Rundfunkanstalten in Deutschland einen Namen als Kulturförderer, vor allem in den Bereichen Literatur und klassische Musik, erworben. Es war untersagt, in der DDR die Funksignale von der BRD abzufangen und Vergehen wurden hart bestraft.
Der Zusammenbruch der DDR bedeutete auch das Ende des staatlichen Rundfunks und Sender fusionierten oder es wurden neue geschaffen und Privatsender entwickelten sich. Der Radiojournalismus verzeichnete aufgrund der technologischen Entwicklungen nach dem Krieg und der Popularität des Fernsehens (und später Internets) rückläufige Zuhörer-Zahlen. Durch die Verbreitung des Autoradios wurde auch der Radiojournalismus trotz der Verbreitung des Fernsehens gestärkt, da sich dieser besser nebenbei konsumieren lässt und weniger im Straßenverkehr ablenkt.

### Aktuelle Entwicklungen
Durch das Internet entwickelten sich eigene Radiosendungen im Internetradio und Podcasts stehen in der Konkurrenz zur Übertragung über das Radio. Ebenfalls sinkt die Zuschauerschaft von journalistischen Formaten im Radio zunehmend durch die Beliebtheit von den Neuen Medien. Crossmedia- und Social-Media-Angebote und Mediatheken erweitern bei vielen Sendern das Angebot zum Radio um interaktive, nicht-lineare und visuelle Inhalte.

## Relevanz
In einer Befragung gaben 8 % an den öffentlich-rechtlichen Rundfunk und 2 % den privaten Rundfunk als Informationsquelle über politisches Geschehen zu nutzen. Das Fernsehen wird hingegen von 36 % im öffentlich-rechtlichen Bereich und von 5 % im privaten Bereich genutzt. Auch Tageszeitungen (22 %) und das Internet (17 %) werden häufiger als Informationsquelle genutzt als das Radio.

## Ausbildung und Beruf
Für den Beruf als Radiojournalisten gibt es keine vorgeschriebene Ausbildung. Dennoch erwarten viele Rundfunkanstalten ein Studium und/oder ein Volontariat in dem Bereich. An Journalistenschulen und Medienakademien gibt es teilweise spezielle Kurse für Radiojournalisten.